# توماس هيرفاس
توماس هيرفاس (بالإسبانية: Tomás Hervás) هو لاعب كرة قدم ومدرب كرة قدم إسباني، ولد في 25 نوفمبر 1970 في بونفيرادا في إسبانيا. شارك مع منتخب إسبانيا تحت 21 سنة لكرة القدم. أما مع النوادي، فقد لعب مع ريال سبورتينغ خيخون وسبورتينغ خيخون ب وسيلتا فيغو ونادي إشبيلية ونادي لاس بالماس.

## وصلات خارجية
- توماس هيرفاس على موقع قاعدة بيانات كرة القدم.إي يو (الإنجليزية)
- توماس هيرفاس على موقع Soccerway.com (الإنجليزية)
- توماس هيرفاس على موقع عالم كرة القدم.نت (الإنجليزية)